# XXV Spadochronowe Mistrzostwa Polski konkurencje klasyczne – Gliwice 1981
 XXV Spadochronowe Mistrzostwa Polski konkurencje klasyczne – Gliwice 1981 – odbyły się 5–9 września 1981 na gliwickim lotnisku. Gospodarzem Mistrzostw był Aeroklub Gliwicki wraz z sekcją spadochronową, a organizatorem Aeroklub Polski. Do dyspozycji skoczków były samoloty An-2. Skoki wykonywano z wysokości 1200 metrów i opóźnieniem 5 sekund oraz 2000 m, opóźnienie 25 sekund. Kierownikiem Mistrzostw i jednocześnie Aeroklubu Gliwickiego był mgr inż. Tadeusz Strzelczyk.

## Rozegrane kategorie
Zawody rozegrano w sześciu kategoriach spadochronowych:
- Indywidualnie kobiety celność lądowania, wykonano po 10 skoków
- Indywidualne mężczyźni celność lądowania, wykonano po 10 skoków
- Indywidualnie kobiety akrobacja indywidualna, wykonano po 4 skoki
- Indywidualnie mężczyźni akrobacja indywidualna, wykonano po 4 skoki
- Skoki grupowe
- Klasyfikacja drużynowa.

Źródło:

## Uczestnicy
Uczestników XXV Spadochronowych Mistrzostw Polski w konkurencjach klasycznych – Gliwice 1981 podano za: Jan Isielenis, Archiwum Sekcji Spadochronowej Aeroklubu Gliwickiego, 1981, s. 1.
W Mistrzostwach brało udział 51 zawodników, 10 zawodniczek i 41 zawodników z 25 Aeroklubów regionalnych . Wszystkie ekipy wojskowe skakały na spadochronach typu: Skrzydło.
1. Marek Fotyga (WKS Zawisza)
2. Stanisław Barwik (WKS Zawisza)
3. Waldemar Kowalaszek (WKS Zawisza)
4. Wiesław Skóra (WKS Zawisza)
5. Edward Pawłowski (WKS Zawisza)
6. Józef Łuszczki (WKS Wawel)
7. Lesław Panaś (WKS Wawel)
8. Janusz Raj (WKS Wawel)
9. Wiesław Guzik (WKS Wawel)
10. Stanisław Sondej (WKS Wawel)
11. Marek Szatko (WKS Śląsk)
12. Krystyna Pączkowska (WKS Śląsk)
13. Wojciech Żugar (WKS Śląsk)
14. Adam Glazar
15. Maciej Antkowiak
16. Alicja Kolankiewicz (Aeroklub Wrocławski)
17. Ireneusz Zalewski
18. Henryk Nawrat
19. Tadeusz Winiarek (WKS Zawisza)
20. Mariusz Puchała (WKS Orlęta)
21. Siwka
22. Zbigniew Łaski[c] (Aeroklub ROW)
23. Dołęga
24. Roman Łapucki (WKS Wawel)
25. Oleszczuk
26. Piotr Dąbrowski
27. Mirosław Rapita
28. Stanisław Werbel
29. Uliński
30. Jan Strzałkowski (Aeroklub Gliwicki)
31. Witold Lewandowski (Aeroklub Gliwicki)
32. Andrzej Młyński (Aeroklub Gliwicki)
33. Roman Grudziński (Aeroklub Gliwicki)
34. Mariusz Bieniek (Aeroklub Gliwicki)
35. Irena Szwedek (Aeroklub ROW)
36. Sylwia Stańkowska (Aeroklub Wrocławski)
37. Sulich
38. Lidia Kosk (Aeroklub Warszawski)
39. Cieśla
40. Lidia Wróblewska (Aeroklub Gdański)
41. Jakóbiak
42. Zbigniew Lech
43. Stanisław Mikrut
44. Klimko
45. Lidke
46. Kaczmarek
47. Jakub Kiepura
48. Andrzej Mazur (Aeroklub Lubelski)
49. Andrzej Dziobal (Aeroklub Lubelski)
50. Andrzej Palenik (Aeroklub Nowy Targ).

## Medaliści
Medalistów XXV Spadochronowych Mistrzostw Polski w konkurencjach klasycznych – Gliwice 1981 podano za: Jan Isielenis, Archiwum Sekcji Spadochronowej Aeroklubu Gliwickiego, 1981, s. 1.
| Konkurencja                       | Złoto               | Srebro              | Brąz                |
| Indywidualnie kobiety celność     | Krystyna Pączkowska | Irena Szwedek       | Alicja Kolankiewicz |
| Indywidualnie mężczyźni celność   | Józef Łuszczki      | Wojciech Żugar      | Wiesław Guzik       |
| Indywidualnie kobiety akrobacja   | Krystyna Pączkowska | Alicja Kolankiewicz | Lidia Kosk          |
| Indywidualnie mężczyźni akrobacja | Marek Fotyga        | Józef Łuszczki      | Stanisław Barwik    |
| Indywidualnie kobiety dwubój      | Krystyna Pączkowska | Alicja Kolankiewicz | Irena Szwedek       |
| Indywidualnie mężczyźni dwubój    | Józef Łuszczki      | Marek Fotyga        | Roman Łapucki       |
| Skoki grupowe                     | WKS Śląsk           | WKS Zawisza         | międzyklubowa       |
| Drużynowo                         | WKS Zawisza         | WKS Śląsk           | WKS Wawel           |

## Wyniki
Wyniki XXV Spadochronowych Mistrzostw Polski w konkurencjach klasycznych – Gliwice 1981 podano za: Jan Isielenis, Archiwum Sekcji Spadochronowej Aeroklubu Gliwickiego, 1981, s. 1.
- Klasyfikacja indywidualna kobiety (celność lądowania): I miejsce – Krystyna Pączkowska (WKS Śląsk), II miejsce – Irena Szwedek (Aeroklub ROW), III miejsce – Alicja Kolankiewicz (Aeroklub Wrocławski).

- Klasyfikacja indywidualna mężczyźni (celność lądowania): I miejsce – Józef Łuszczki (WKS Wawel), II miejsce – Wojciech Żugar (WKS Śląsk), III miejsce – Wiesław Guzik (WKS Wawel).

- Klasyfikacja indywidualna kobiety (akrobacja indywidualna): I miejsce – Krystyna Pączkowska (WKS Śląsk), II miejsce – Alicja Kolankiewicz (Aeroklub Wrocławski), III miejsce – Lidia Kosk (Aeroklub Warszawski).

- Klasyfikacja indywidualna mężczyźni (akrobacja indywidualna): I miejsce – Marek Fotyga (WKS Zawisza), II miejsce – Józef Łuszczki (WKS Wawel), III miejsce – Stanisław Barik (WKS Zawisza).

- Klasyfikacja indywidualna kobiety (dwubój): I miejsce – Krystyna Pączkowska (WKS Śląsk), II miejsce – Alicja Kolankiewicz (Aeroklub Wrocławski), III miejsce – Irena Szwedek (Aeroklub ROW), IV miejsce – Lidia Kosk (Aeroklub Warszawski), V miejsce – Lidia Wróblewska (Aeroklub Gdański).

- Klasyfikacja indywidualna mężczyźni (dwubój): I miejsce – Józef Łuszczki (WKS Wawel), II miejsce – Marek Fotyga (WKS Zawisza), III miejsce – Roman Łapucki (WKS Wawel), IV miejsce – Marek Szatko (WKS Śląsk), V-VI miejsce – Andrzej Mazur (Aeroklub Lubelski), V-VI miejsce – Wiesław Guzik (WKS Wawel), VII miejsce – Wojciech Żugar (WKS Śląsk), VIII miejsce – Janusz Raj (WKS Wawel), IX miejsce – Stanisław Barwik (WKS Zawisza), X miejsce – Edward Pawłowski (WKS Zawisza).

- Klasyfikacja skoki grupowe: I miejsce – WKS Śląsk, II miejsce – WKS Zawisza, III miejsce – międzyklubowa.

- Klasyfikacja drużynowa: I miejsce – WKS Zawisza, II miejsce – WKS Śląsk, III miejsce – WKS Wawel.